# Kangean-eilanden
De Kangean-eilanden een eilandengroep in Indonesië. De eilandengroep behoort bestuurlijk tot het regentschap Sumenep en ligt ten oosten van het eiland Madura. De eilanden liggen 120 km ten noorden van Bali. De archipel bestaat uit 91 eilanden waarvan 27 bewoond zijn. De hoofdstad Arjasa ligt op het grootste eiland Kangean; dit eiland is 490 km². Het is grotendeels vlak en laag gelegen, in het noordoosten bereiken heuvels de grootste hoogte van 364 m boven zeeniveau. De grootste bevolkingscentra bevinden zich ook op dit eiland. De eilanden zijn relatief rijk aan natuurlijke hulpbronnen zoals aardgas, teak, kopra en zout. 

## Bevolking en economie
De bevolking is merendeels islamitisch, maar er zijn nog invloeden van de lokale, animistische religies uit het verleden. De taal die gesproken wordt is verwant met het Madurees maar er worden verschillende andere dialecten gesproken. Verder vindt er migratie vanuit Java plaats.
Op de eilanden wordt zowel veeteelt als akkerbouw bedreven. Kopra, zeevis, zout en hout wordt vooral naar Bali geëxporteerd. Sinds 1993 wordt aardgas gewonnen dat via een 430 km lange pijplijn naar Java wordt geleid. Ook worden er parels gekweekt. De zandstranden, koraalriffen en het regenwoud maken de eilanden aantrekkelijk voor toerisme.

## Flora und Fauna
In het heuvelland van Kagean bevinden zich de teakbossen, langs de kust liggen plantages van kokosbomen.
Tot typisch eilandfauna behoren ondersoorten van vogels zoals de zwartnekjufferduif (Ptilinopus melanospilus), vorkstaarthoen (Gallus varius), rood boshoen (Megapodius reinwardt), Chinese spoorkoekoek (Centropus sinensins kangeanensis), Horsfields goudrugspecht (Chrysocolaptes strictus kangeanensis), eetbaar-nestsalangaan (Aerodramus fuciphagus fuciphagus) en grote schubbuikspecht (Picus vittatus vittatus). 